# Calanque de la Triperie

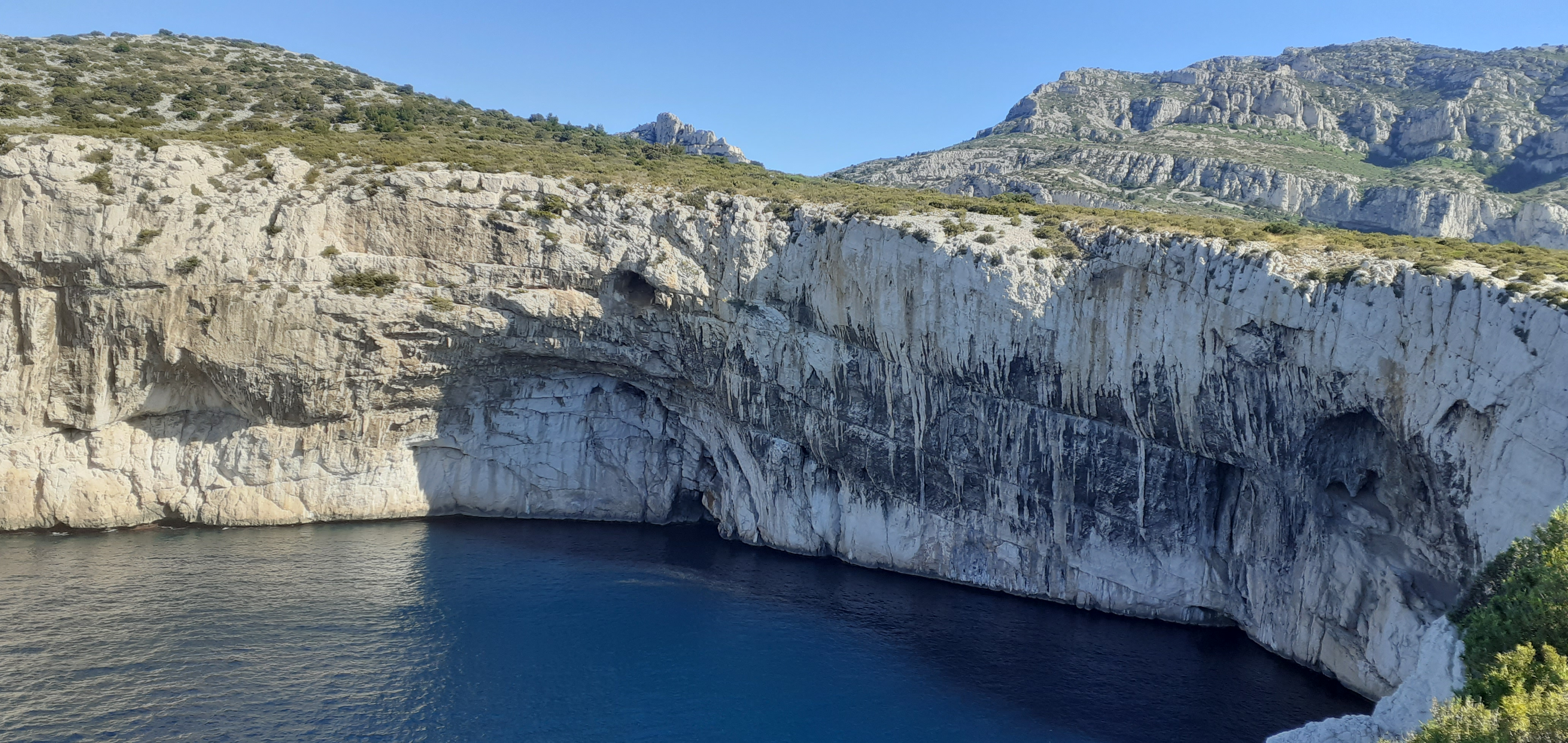
La calanque de la Triperie vue depuis le plateau du cap Morgiou.

La calanque de la Triperie, située près du cap Morgiou à Marseille, dans le massif des calanques, abrite la grotte sous-marine Cosquer.

## Accès
Inaccessible à pied, la calanque de la Triperie est entourée de hautes falaises verticales formant une vasque très exposée aux vents locaux. Elle n'est visible qu'en bateau ou depuis le plateau du cap Morgiou par le sentier de randonnée bleu n°1.